# 夏綠蒂·休斯
夏綠蒂·休斯（英語：Charlotte Hughes）是一位美國作家，擅長寫愛情小說和喜劇小說，住在南卡羅來納州。

## 人物簡介
夏綠蒂·休斯出生在南卡羅來納州威廉斯頓，在她出生不久，她與家人搬遷到德克薩斯州。當她還是個孩子時，她是個貪婪的讀者，而她不在乎標準的著作。她說：「在高中和大學，我被強迫閱讀了許多被認為是偉大的文學作品。不過我是一個膚淺的人，因為在那時間我不欣賞它，所以我不記得我所閱讀的。」
休斯在1980年初期代開始了她的寫作生涯，並在一家小報社被編輯特載。在寫長篇著作之前，她寫過幽默小品。

## 事業生涯
夏綠蒂·休斯被做為紐約時報的暢銷作家，她寫了近40本書。這些書榮獲的獎項從浪漫到神秘，還有幽默、恐怖與懸疑等整個範圍。
休斯是一個第一類型的愛情作家，在今日美國排行榜上無庸置疑的在前50名的排名上。同時她也是瑪姬獎的受獎者，她還贏得最佳短篇小說作家的護身符獎。